# スナイパー/狙撃
『スナイパー/狙撃』（原題：Silent Trigger）は、1996年制作のイギリス・カナダのアクション映画。ラッセル・マルケイ監督、ドルフ・ラングレン主演。

## あらすじ
建設中のハイテクビル、アルゴンキン・ビルにコンピューターの修理人を装った2人の男女が潜入した。男は黒幕の依頼のままに世界各地で暗殺を行う凄腕の狙撃手ワックスマン、女はその監視役のクレッグ。彼らのミッションは、翌朝ビルの前のフリーウェイを走って来る黒塗りの高級車を狙撃することだ。
ところがビルには、オハラとクラインという2人の警備員がいた。獰猛で好色なオハラはエレベーター内で二人きりになったのをいいことに、クレッグに襲いかかるが、ワックスマンに倒された。この事により、それまで相寄ることのなかった2人はその夜、初めて愛し合った。
そして、ミッション決行当日。標的の車がやって来た。ワックスマンは狙いを定めるが、その時思いもよらない事が起きる…。

## キャスト
| 役名         | 俳優                           | 日本語吹替 | 日本語吹替   |
| 役名         | 俳優                           | VHS版      | テレビ東京版 |
| ------------ | ------------------------------ | ---------- | ------------ |
| ワックスマン | ドルフ・ラングレン             | 大塚明夫   | 大塚明夫     |
| クレッグ     | ジーナ・ベルマン               | 岡本麻弥   | 松本梨香     |
| クライン     | コンラッド・ダン               | 山野史人   | 牛山茂       |
| オハラ       | クリストファー・ハイアーダール | 田中正彦   | 大塚芳忠     |

テレビ東京版：初回放送1998年11月5日『木曜洋画劇場』